# ルンピニー・スタジアム
ルンピニー・スタジアム（泰: สนามมวยเวทีลุมพินี、英: Lumpinee Boxing Stadium）は、タイ・バンコクにある競技場。1956年にタイ王国陸軍によって設立され、運営されている。ラジャダムナン・スタジアムと並び、常設施設の中では最高の権威をもつムエタイ競技場である。ミニフライ級からスーパーウェルター級までの階級制度と王座を設けている。正式名称はルンピニー・ボクシング・スタジアム。

## 歴史

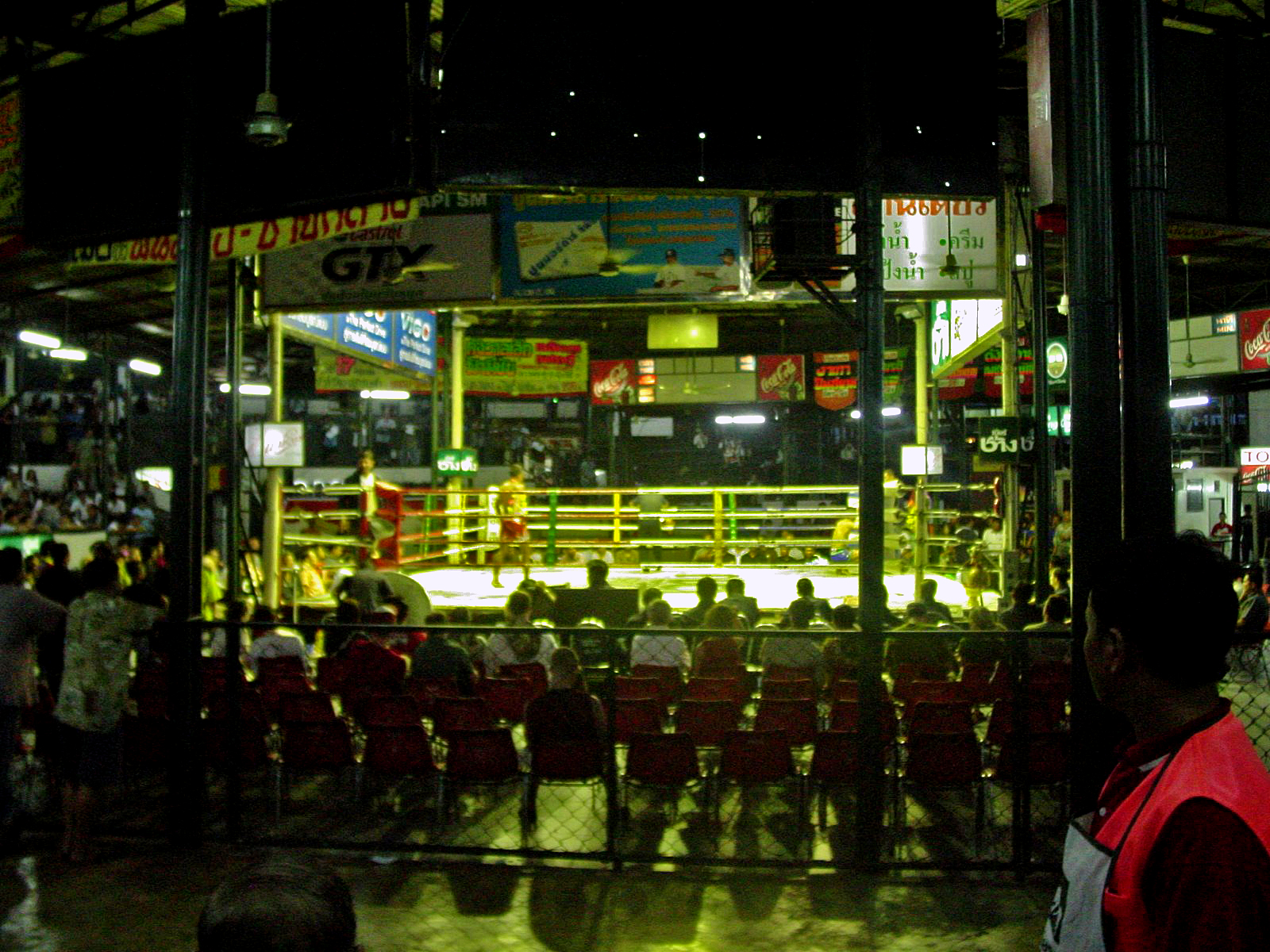
旧スタジアムのリング（2005年）

1956年（タイ仏歴2499年）12月8日開設。当時の収容人数はおよそ1万人。タイ王国陸軍が所有する幼年士官学校の敷地の一角に第1近衛歩兵師団によって建てられ、運営も陸軍によって行われている。スタジアム総支配人は陸軍福利厚生局長の少将または中将クラスの将軍が兼任する。陸軍が運営していることから、ムアイ・サヤーム紙などでは俗称としてウィッグ・タハーン（兵隊の競技場）と呼ばれることもある。
2001年にプロモーターのソンチャイ・ラッタナスバンがラジャダムナン・スタジアムへ移籍。スタジアム総支配人との確執が原因とされる。
2008年に民主市民連合のデモによるラジャダムナンノーク通り周辺の機能麻痺のため、通常ラジャダムナン・スタジアムで行われる興行を代替開催。2010年には反独裁民主戦線のデモによるスタジアム近辺の治安悪化のため、4月から5月にかけて興行を一時中止。
2011年11月にバンコクおよび近郊の洪水のため、一時的に使用不可能となったオームノーイ・スタジアムの興行を代替開催。同年12月にスタジアム正面外観に電光掲示板を設置。

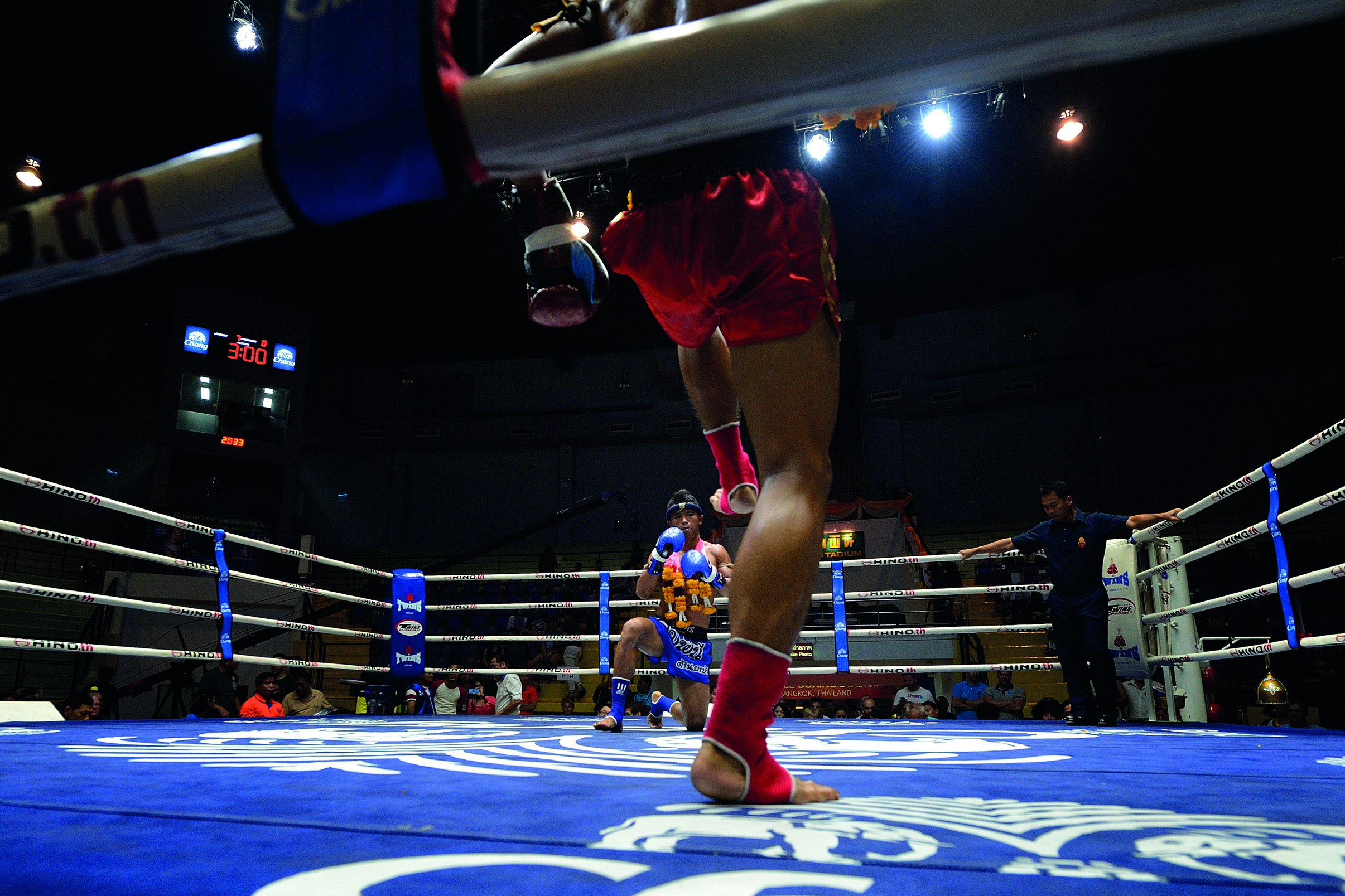
新スタジアムのリング

2012年、スタジアムを所有する王室財産管理局は2014年2月にパトゥムワン区ラーマ4世通り沿いからバーンケーン区ラムイントラ通りに移転する予定であることを発表。2014年2月28日にこけら落としが予定通り開催された。なお、2000年代半ばに施設の老朽化などを理由に移転計画が行われ、数キロ離れた地点に代替の施設が建設されたが、集客の減少が懸念されたため計画は頓挫していた。
2015年8月7日に日本支部として「ルンピニー・ボクシング・スタジアム・オブ・ジャパン」の発足を発表。日本支部の総責任者をセンチャイ・トングライセーン（センチャイムエタイジム会長）が務め、日本ランキングおよび日本タイトルの制定、日本王者のルンピニー王者への挑戦権などが新設された。
2021年11月13日に初めて女子選手の試合を開催。これまで、権威ある施設であるとして女性はリングに触れる事も認められていなかった。2022年1月16日には初めて総合格闘技の試合が行われた。
2024年5月にルンピニー・スタジアム直営のムエタイジム「ルンピニ・ムエタイ・スクール」をスタジアム敷地内にオープンした。同年12月に「ルンピニ・ムエタイ・スクール」はムエタイの日本国内への普及を図るため、ムエタイを日本で最初に公式競技に認定した山形市とムエタイ普及などに関する覚書（MOU）を締結した。

## 興行
毎週火曜日、金曜日、土曜日に試合があり、一般的な興行日である火曜と金曜は午後6時半より最初の試合が開始される。以前は第1試合の前に正式試合に数えない前座が原則として2試合あり、それから第1試合となっていたが、2011年の半ばごろより、すべての試合を通しで数えるようになった。このため「クーエーク」(คู่เอก )とよばれるメインイベントは通常第7試合である。メインイベントは最終試合ではなく、その後にややレベルの落ちる選手の試合が2つか3つあり、その中には若手選手の国際式ボクシングの試合がしばしば含まれる。
土曜日は2部制で、夕方の部は午後4時半より開始するが、比較的知名度や実力の低い選手が主体のため地元ファンはあまり関心をみせない。夜の部は午後8時半より始まり、10時から11時の試合はケーブルチャンネルのTスポーツで、11時から12時15分ごろまでの試合は地上波5ch（陸軍テレビ局）でタイ全国に生中継される。ただしタイ国内で一番人気のあるヨーロッパ主要国のサッカー中継と時間が重なるため、ビッグマッチが土曜日に行われることはほとんどない。また、仏教や王室に関して重要な行事のある日は、曜日にかかわらず試合は一切行われない。
創設記念日の12月8日近辺の火曜日もしくは金曜日には特別大興行が毎年開催される。また、それに先立ってスタジアム独自の年間最優秀選手、年間最高試合などが発表され、記念興行のメインイベントには原則として年間最優秀選手が出場する。
好カードの多さ、アクセスと駐車場の利用しやすさから人気があり、ラジャダムナン・スタジアムより集客数平均で優っている。

### 主なプロモーター
試合の興行権は、審査を受け登録された公認プロモーターのみにある。
- ウィラット・ワチララタナウォン（วิรัตน์ วชิรรัตนวงศ、通称“シアナオ”）

ラジャダムナン・スタジアム公認のソンチャイ・ラタナスバンと並ぶ大物プロモーター。ポンサクレック・ウォンジョンカムのマネージャーでもある。興行名は「スック・ペッインディー」。
- バンジョン・ブットラーダムウォン（บรรจง บุษราคัมวงษ์、通称“シアフェアテックス”）

実力派選手を多く抱えるフェアテックスジムのオーナー。興行名は「スック・フェアテックス」。
- ピーラポン・ティーラデットポン（พีรพงศ์  ธีระเดชพงษ์、通称“ヒヤチュン”）

毎週日曜日に地上波7chテレビ局内の特設会場で開催され、生中継される興行のプロモーターでもある。興行名は「スック・ギアットペット」。
- プラムック・ロージョンタン（ประมุข โรจนตัณฐ、通称“ガムナンプラムック”）

ブアカーオ・ポー.プラムックのマネージャーでもある。興行名は「スック・ポープラムック」。
- ピヤラット・ワチララタナウォン（ปิยะรัตน์ วชิรรันวงศ、通称“シアタンク”）

ウィラットの甥であり、ウィラットとともにムエタイとボクシングの興行を手広く行っている。興行名は「スック・ペットピア」。

## 歴代主要選手

### 王者
- アヌワット・ゲーオサムリット
- ヨードセングライ・フェアテックス
- サーマート・パヤクァルン
- ペットパノムルン・キャットムーカオ
- スーパーレック・キアトモー9
- センチャイ・PKセンチャイムエタイジム

### タイ人以外の王者
- ムラッド・サリ（1999年、フランス人、スーパーライト級）
- ダミアン・アラモス（2012年、フランス人、スーパーライト級）
- ラフィ・ボヒッチ（2017年、フランス人、ウェルター級）
- ユセフ・ブガネム（2018年、モロッコ系ベルギー人、ミドル級）
- 吉成名高（2019年、日本人、ミニフライ級）
- ジミー・ビエノ（2019年、フランス人、ミドル級）

なお、オランダ人選手のラモン・デッカーはルンピニー史上最も有名な外国人選手の1人であったが、王座を獲得することはなかった。日本人選手では、1964年に大山道場の空手家とムエタイ選手とで異種格闘技戦を行い、2対1で大山道場が勝利した。1969年2月26日には藤本勲がコクデノイに膝蹴りでKO勝利している。